# Фу То
Фу То (виј. Phu Tho) је једна од 58 покрајина Вијетнама. Налази се у региону Североисток (Вијетнам). Заузима површину од 3.528,4 km². Према попису становништва из 2009. у покрајини је живело 1.316.389 становника. Главни град је Việt Trì.